# Angela Locatelli
Angela Locatelli (Sarnico, 13 maggio 1988) è una calciatrice italiana, centrocampista del Lumezzane.
Legata per la maggior parte della carriera al Mozzanica, del quale negli ultimi anni indossò la fascia di capitano, fu tra le artefici della promozione in Serie A della società lombarda.

## Palmarès
- Campionato italiano di Serie A2: 1

Mozzanica: 2009-2010
- Campionato italiano di Serie B: 1

Inter: 2018-2019